# Magyarmecske, Baranya
Magyarmecske este un sat în districtul Sellye, județul Baranya, Ungaria, având o populație de 332 de locuitori (2011). 

## Demografie
Componența etnică a satului Magyarmecske
     Maghiari (81,82%)
     Romi (18,18%)
Componența confesională a satului Magyarmecske
     Romano-catolici (54,82%)
     Reformați (25,6%)
     Fără religie (1,81%)
     Necunoscută (17,77%)
     Alte religii (3,92%)
Conform recensământului din 2011, satul Magyarmecske avea 332 de locuitori. Din punct de vedere etnic, majoritatea locuitorilor (81,82%) erau maghiari, cu o minoritate de romi (18,18%).  Din punct de vedere confesional, majoritatea locuitorilor (54,82%) erau romano-catolici, existând și minorități de reformați (25,6%) și persoane fără religie (1,81%). Pentru 17,77% din locuitori nu este cunoscută apartenența confesională.